# 徐中
徐中（1912年7月28日—1985年12月19日），江苏常州人，中国建筑专家，天津大学建筑系教授、系主任、名誉系主任。

## 生平
1912年7月28日生于江苏省常州市，1935年毕业于国立中央大学建筑系，获学士学位后，赴美国伊利诺大学留学，于1937年建筑学硕士学位。1939年起，徐中任教于国立中央大学、南京大学建筑系。1950年，徐中受聘任北方交通大学唐山工学院建筑系教授、系主任。1952年，作为教师随唐山工学院建筑系调整至天津大学，任天津大学建筑系教授、系主任、名誉系主任，中国建筑学会理事会理事、常务理事，天津市建筑学会副理事长、名誉理事长等。
徐中任教期间，除教学工作外，还参与了大量建筑项目的设计工作。徐中曾参与人民英雄纪念碑、人民大会堂、北京图书馆、古巴吉隆滩纪念碑、天津大学教学楼、北洋广场等工程方案设计。
1985年12月19日，徐中教授在天津病逝。